# Sweetwater (Oklahoma)
Sweetwater es un pueblo ubicado en los condados de Beckham y Roger Mills en el estado estadounidense de Oklahoma. En el año 2010 tenía una población de 87 habitantes y una densidad poblacional de 870 personas por km².

## Geografía
Sweetwater se encuentra ubicado en las coordenadas 35°25′20″N 99°54′41″O / 35.42222, -99.91139 (35.422222, -99.911389) . Según la Oficina del Censo de los Estados Unidos, Sweetwater tiene una superficie total de 15,871 mi² (41,1 km²), de la cual 15,854 mi² (41,1 km²) corresponden a tierra firme y 0,017 mi² (0 km²) es agua.